# Isola dell'Ogliastra
L'isola dell'Ogliastra, denominato anche "Isolotto di Lotzorai" o "Isolotto d'Ogliastra" in realtà è un piccolo arcipelago di tre grandi scogli principali di granito rosa e porfido rosso e vari altri scogli minori a fior d'acqua, sito nel mar Tirreno, a ridosso della costa centro-orientale della Sardegna.
Appartiene amministrativamente al comune di Lotzorai. 
L’isolotto maggiore è esteso oltre 10 ettari e dista poco più di un chilometro dalla costa. È possibile raggiungerlo tramite canoa o pedalò nelle giornate più calme o con imbarcazioni, private o battelli da escursione guidata, partendo da Tortolì - Arbatax o da Santa Maria Navarrese.
L’entroterra è coperto da rigogliosa vegetazione mediterranea. È popolato da vari uccelli marini: berte, marangoni, gabbiani reali e corsi. Le sue acque sono meta ideale per gli appassionati di snorkeling.

## Storia

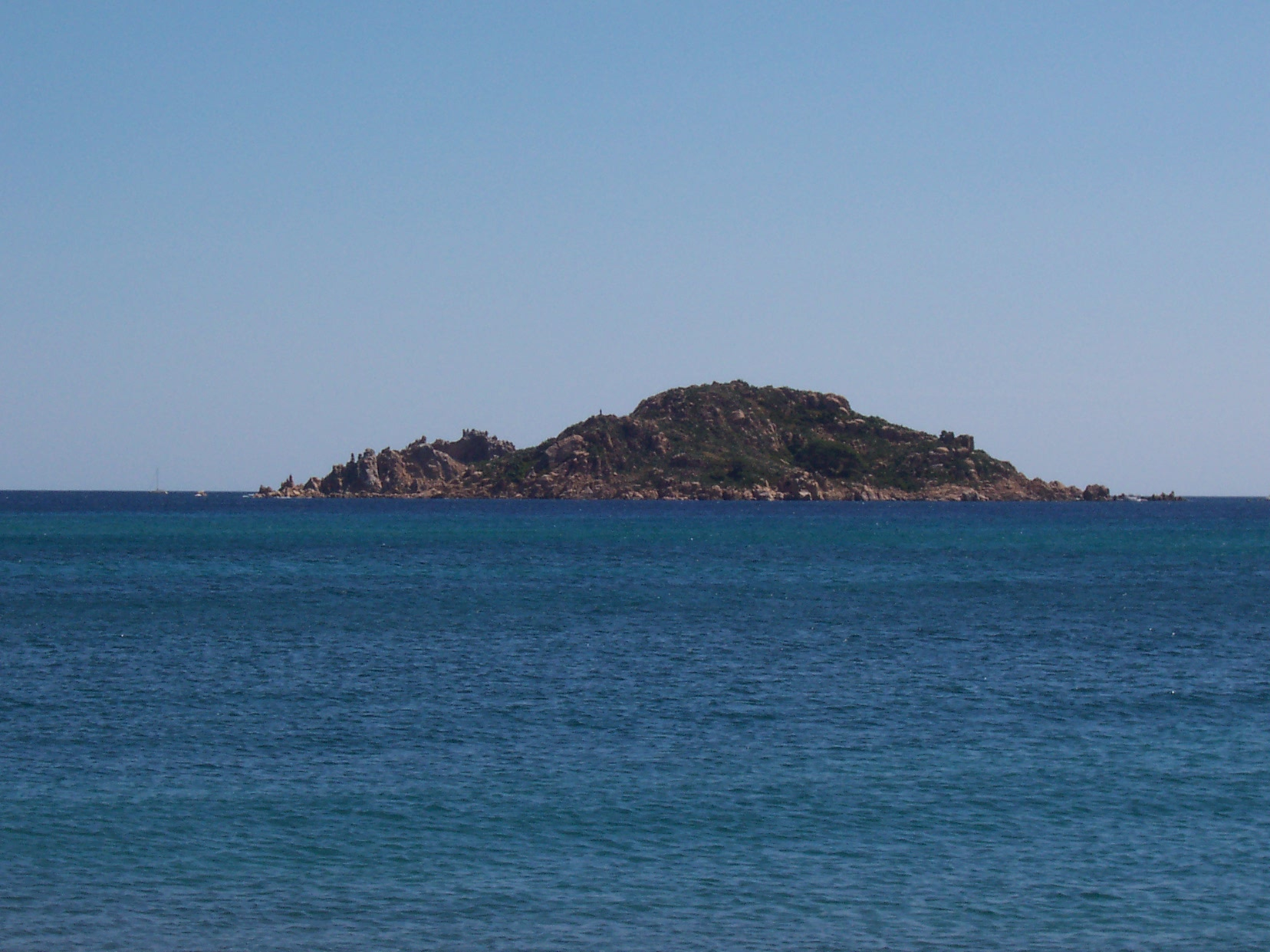
Isolotto d'Ogliastra

Il suo nome antico pare fosse Heralubra o Iera Lutra, ovvero Ibagni di Era, la celebre dea greca sovrana dell’Olimpo. Frequentato sin dall’epoca fenicio-punica, come testimonia il rinvenimento di alcuni frammenti di ceramica databili intorno al IV secolo a. C., l’Isolotto è sempre stato un riparo molto utile per i naviganti, in un tratto di costa dove fino all’inizio dei lavori di realizzazione del porto di Arbatax (anno 1881) non esisteva un vero e proprio attracco con banchine e bracci frangiflutti. 
L’Isolotto era talmente conosciuto e frequentato da chi navigava lungo la costa orientale che qualche anno prima del 1881, si tentò perfino di costruirvi un porto commerciale. Il progetto, finanziato dal Ministero dei Lavori Pubblici, prevedeva l’unione dei due isolotti più grandi con una scogliera artificiale (da realizzarsi utilizzando come materiale da costruzione il granito dell’Isolotto stesso). Il cantiere fu aperto nel 1863, e si racconta che durante questi lavori un operaio abbia trovato nascosto tra le rocce un tesoro consistente in circa 600 zecchini d’oro. Secondo i programmi dei tecnici del Ministero, una volta conclusa la prima parte dei lavori bisognava costruire due moli di attracco: le mareggiate invernali che in pochi giorni erano capaci di vanificare il lavoro di settimane, rallentarono però l’attuazione di questo singolare progetto, che venne definitivamente abbandonato quando lo stesso Ministero dei Lavori Pubblici decise di finanziare la costruzione del porto di Arbatax. Residuo tuttora visibile del cantiere dell’Ottocento è la casetta in muratura che si trova nell’Isolotto più grande. L’edificio, a quanto risulta da un “Rapporto dell’ispettore del Genio Civile intorno ai lavori del porto di Tortolì”, datato 17 aprile 1866, era “uno dei due casotti per gli assistenti” (l’altro era ad Arbatax) costruiti in occasione dei lavori finalizzati al potenziamento delle capacità ricettive della costa centro orientale dell'Ogliastra.
Dal 1991 sulla vetta più alta dell'isola, a circa 50 metri, è stata issata la statua della Madonna dell’Ogliastra, opera dello scultore Pinuccio Sciola, divenuta tappa di fedeli: a fine luglio vi si celebra la festa della Madonna regina della pace con una processione a bordo di barche.